# Orchestre Poly-Rythmo de Cotonou
L'Orchestre Poly-Rythmo de Cotonou est un groupe musical béninois, originaire de Cotonou. Son style musical mêle des influences de l'afrobeat, du funk, du soukous avec des rythmes vaudous. 
Formé en 1968 et très populaire en Afrique francophone à cette époque avec un répertoire de plus de 500 chansons entre 1969 et 1983, 50 LP et une centaine de 45 tours, le groupe est toujours actif.

## Histoire
Le groupe est formé en 1968 (Il existe d'abord sous le nom de Sony Black Band dès 1966), inspiré par le funk de James Brown et la guitare de Jimi Hendrix, mais également par les rythmes traditionnels. Leur premier album est publié en 1973. De nombreux albums suivront tous sur le marché béninois.
À partir des années 1980, le groupe perd de sa notoriété, mais continue de jouer. Une compilation de leurs précédents albums est publiée par le label Popular African Music en 2003, suivi de Kings of Benin par Soundway Records l'année suivante et une série de compilations par Analog Africa en 2008, fournit au groupe un regain d'attention,,.
Alors que le groupe n'est plus vraiment connu au Bénin, la journaliste de Radio France, Élodie Maillot, les fait découvrir à l'international et facilite la tournée européenne du groupe en 2009. L'orchestre enregistre un nouvel album, Cotonou Club, en 2011,, le premier depuis 20 ans.
En juin 2015 le groupe enregistre Madjafalao sous la houlette de Florent Mazzoleni au studio Satel de Cotonou. Ce nouvel album contient dix nouvelles chansons avec des compositions de Vincent Ahehehinnou et également celle des membres historique de l'orchestre[réf. souhaitée] : Loko Pierre et Gustave Bentho. L'enregistrement réalisé par l'ingénieur du son burkinabé Eliezer Oubda propose une musique qui mixe percussions et cuivres ainsi que les chœurs et la voix de Vincent Ahehehinnou. L'album sort en 2016 sur le label Because Music.

## Galerie

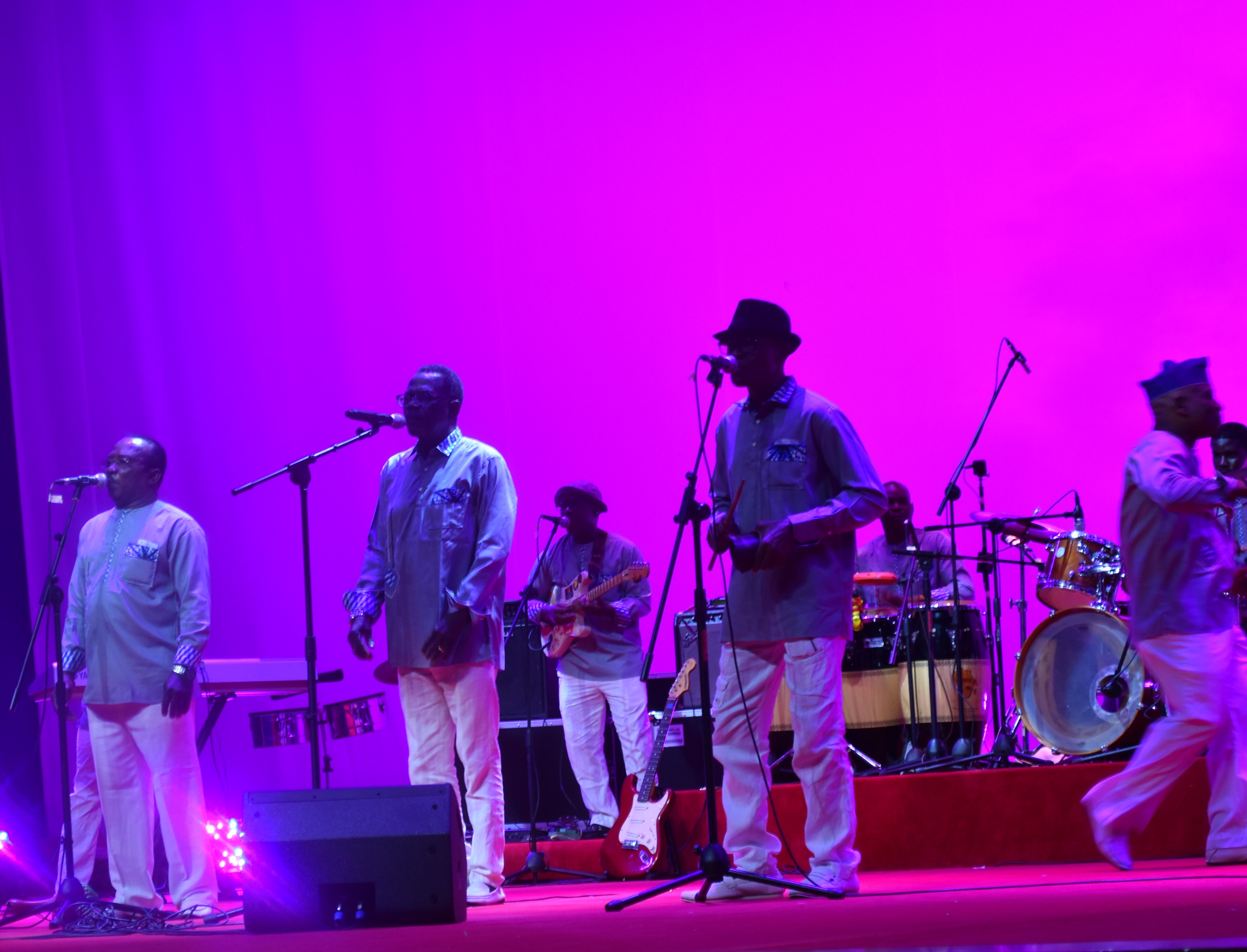
Orchestre Poly-Rythmo de Cotonou à la fête de la musique 2021 à Cotonou au Bénin.
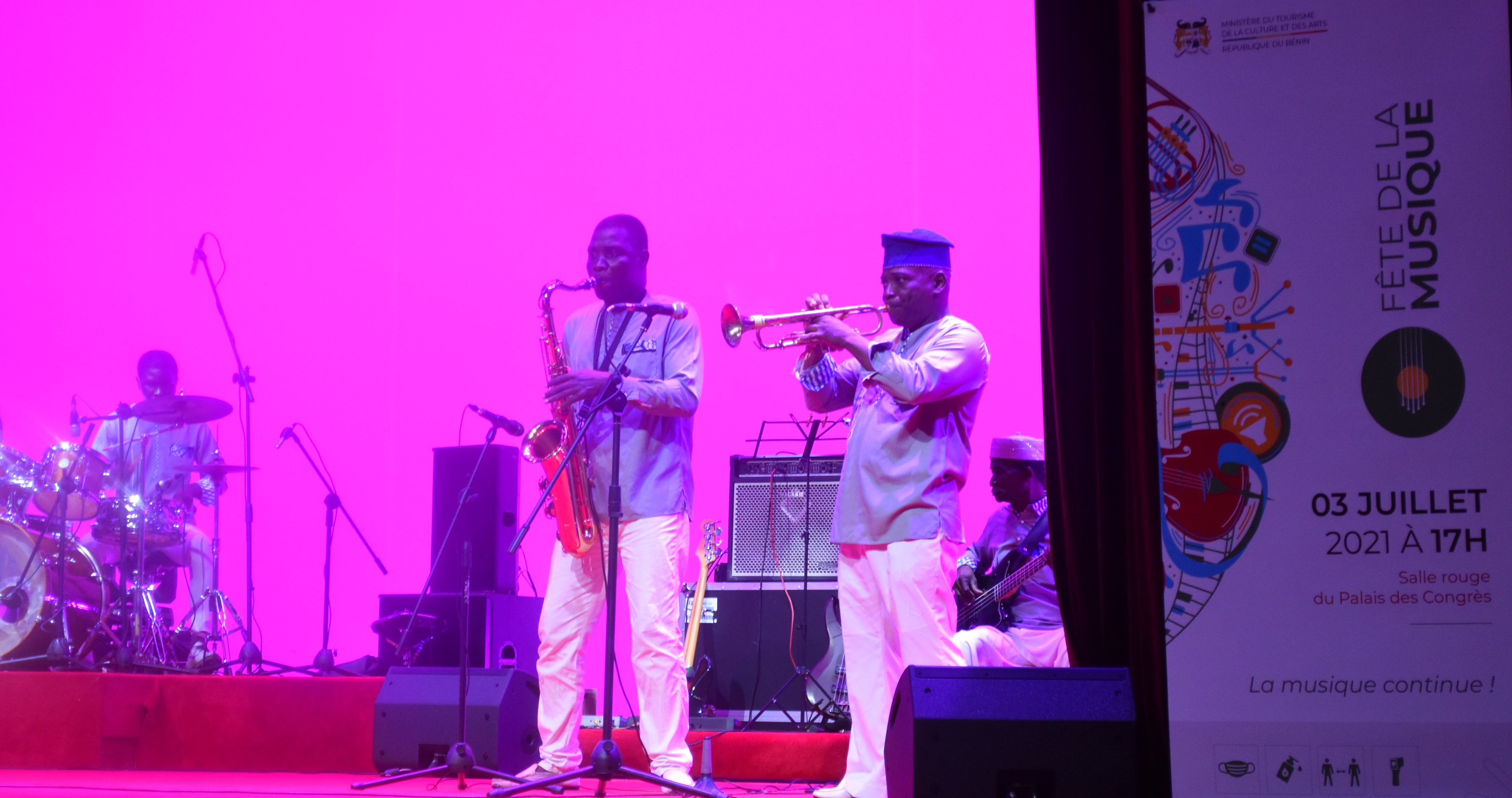
File:Orchestre Poly-Rythmo à la fête de la musique 2021 à Cotonou au Bénin.
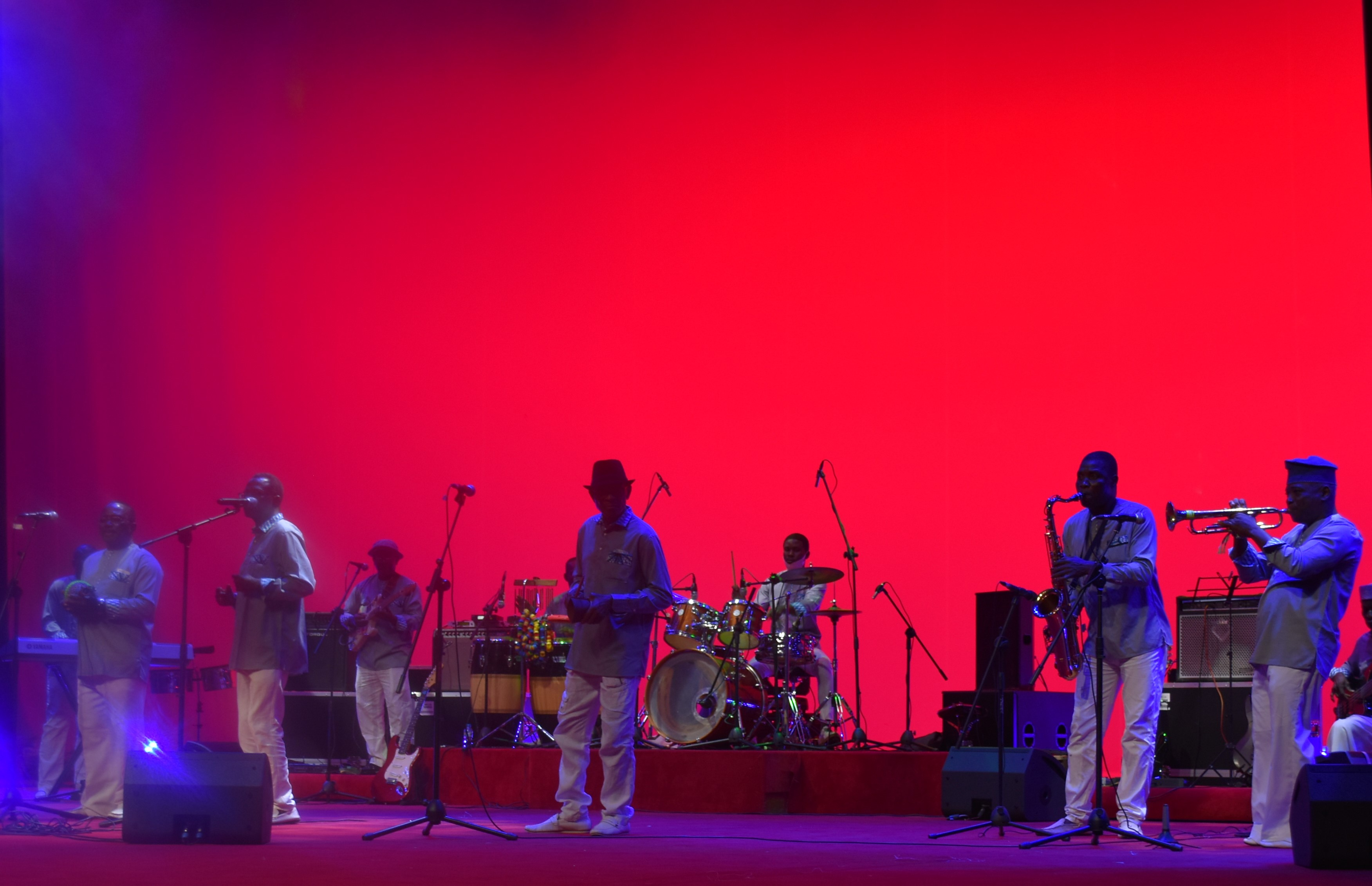
File:Orchestre Poly-Rythmo de Cotonou à la fête de la musique 2021.